# Содержанки (сериал)
«Содержа́нки» — российский драматический телесериал, производством которого занимается студия видеосервиса START. Для театрального режиссёра Константина Богомолова первый сезон проекта стал дебютом в жанре многосерийного кино.

## История производства
Съёмки первого сезона проходили с 16 сентября по 11 декабря 2018 года. Премьера состоялась на видеосервисе START 7 марта 2019 года. Новые серии размещались еженедельно по четвергам. Заключительная серия первого сезона вышла 18 апреля 2019 года.
25 апреля 2019 года вышел фильм о сериале.
18 апреля 2019 года сериал был официально продлён на второй сезон. Константин Богомолов выступил в нём в качестве шоураннера и соавтора сценария, а актриса Дарья Мороз, продолжая сниматься в проекте, стала его креативным продюсером.
5 июня 2019 года стало известно, что режиссёром второго сезона проекта стала Дарья Жук, известность которой принёс драматический фильм «Хрусталь». Съёмки новых серий стартовали в конце лета.
15 августа 2019 года на платформе START вышел первый выпуск ток-шоу, посвящённого сериалу, под названием «Содержанки Special». В нём приняли участие режиссёр нового сезона Дарья Жук, актрисы Любовь Аксёнова, Дарья Мороз, Сабина Ахмедова, а также продюсер сериала Ирина Сосновая. Всего вышло три выпуска ток-шоу.
6 декабря 2019 года Amazon Prime приобрёл права на показ первого сезона сериала. Помимо субтитров, сериал дублируют на французский и немецкий языки.
Премьера второго сезона состоялась на видеосервисе START 30 января 2020 года. Новые серии размещались еженедельно по четвергам. Заключительная серия второго сезона вышла 19 марта 2020 года.
В марте 2020 года бренд «Masterpeace» совместно с видеосервисом START выпустил коллекцию одежды, посвящённую сериалу.
28 августа 2020 года сериал был официально продлён на третий сезон, режиссёром которого стал Юрий Мороз. Съёмки стартовали 15 октября 2020 года. Сезон получил название «Содержанки. Развязка». Премьерный показ новых серий стартовал 10 июня 2021 года на видеосервисе START.
Заключительная серия третьего сезона вышла 29 июля 2021 года.
5 августа 2021 года в первом выпуске проекта Start Show на видеосервисе START генеральный продюсер и шоураннер сериала Ирина Сосновая официально подтвердила закрытие проекта и сообщила о готовящемся спин-оффе, который опишет события, происходящие спустя три года после окончания третьего сезона. Съёмки стартовали в июне 2022 года. Режиссёром выступила Ламара Согомонян. Сериал стал её режиссёрским дебютом.
15 февраля 2023 года стало известно, что четвёртый сезон сериала станет финальным.
16 февраля 2023 года стартовал показ четвёртого сезона. Новые серии размещались еженедельно по четвергам. Заключительная серия сериала вышла 6 апреля 2023 года.

## Сюжет

### Сезон 1 (2019)
Молодая художница Даша Смирнова приезжает из Саратова в Москву, чтобы изменить свою жизнь. Окунуться в мир гламура и лёгких денег ей помогает школьная подруга Марина Левкоева, единственный источник дохода которой — отношения с женатым чиновником Игорем Долгачёвым, с которым она познакомилась благодаря главной светской свахе Москвы — Алисе, жене девелопера Глеба Ольховского.
Алиса Ольховская пристроила не одну красивую девушку в надёжные руки, а сама смогла пройти путь от содержанки до супруги преуспевающего девелопера. И теперь она делит с Мариной Левкоевой не только светские рауты, но и молодого любовника Кира. О любовнике жены узнаёт Ольховский, который требует развода.
Когда Марину находят убитой в туалете одного из столичных ресторанов, за расследование берутся следователь Лена Широкова и её коллега (по совместительству любовник) Максим Глушков. В рамках следственного эксперимента Широкова идёт на приём, на который должна была прийти Марина, где знакомится с Ольховским. Даша на том же приёме знакомится с Долгачевым. У них начинается роман, и Даша уговаривает чиновника открыть для неё галерею. Тот селит Дашу, за которой в Москву последовал бывший муж Боря, в тайную съёмную квартиру.
Елена Широкова узнаёт, что Левкоева была беременна. Алиса узнаёт, что Кир был любовником Марины. Она шантажирует Ольховского, у которого начинается роман с Широковой: если он настаивает на разводе, она расскажет полиции о коррупционной схеме, благодаря которой через её благотворительный фонд девелопер и его партнёры отмывали деньги. Алису, которая пытается воздействовать на мужа через его юриста Никиту, находят мёртвой в её собственной квартире. Перед смертью Алисы к ней заходила невеста Никиты, Ульяна, попросив оставить их семью в покое.
Даша находит Киру новую богатую покровительницу — жену Игоря Милу. Отец Милы, тем временем, отчитывает зятя за измены и продолжительные романы на стороне.
Муж Широковой, школьный учитель Алексей становится участником громкого скандала: его ученица записала на видео, как они целуются. Лена давно приняла решение о разводе. Ольховский помогает замять скандал. По указу Бориса Марковича, начальника ОВД и приятеля Глеба, дело об убийстве Алисы закрывают. В деле Левкоевой обвиняют бывшего мужа Дарьи, который находился в момент убийства неподалёку. Показания против него даёт Ольга Крутова, частный детектив, которая ведёт по чьему-то заказу собственное расследование.
Максим Глушков уверен, что в убийстве Алисы замешан Ольховский. Он пытается убедить в этом Широкову, которая с сыном едет отдыхать вместе с Ольховским, но она верит, что Глеб невиновен.

### Сезон 2 (2020)
С момента событий первого сезона прошёл год. Даша, как и хотела, открыла собственную галерею — при покровительстве Игоря и финансовой поддержке Глеба, чей фонд стал основателем галереи. Игорь подозревает, что Даша спит с Глебом, хотя детектив Крутова уверяет его, что это не так. Однако Глеб не намерен долго заниматься благотворительностью. Он назначает главой своего фонда певицу Карину Штерн — подругу Алисы и свою давнюю знакомую.
Лена стала богатой домохозяйкой и живёт с Ольховским. Даша предлагает ей продюсировать совместную выставку — она нашла перспективную художницу. Лена ревнует Глеба к Даше, а ещё её преследует призрак прошлого — Алиса Ольховская.
Видения с Алисой терзают и Никиту Лисина. Когда по указу «сверху» дело о смерти Ольховской вновь открывают, он оказывается втянут в чью-то игру. Так как Ульяна была последней, кто видел Алису живой, на неё падает подозрение. Сведения о коррупционных схемах Ольховского могут помочь её спасти.
Муж Лены Алексей написал книгу об их отношениях и стал успешным писателем благодаря бойкому издателю — и своей новой девушке — Наталье. Он пытается наладить отношения с сыном, а ещё его снова начинает преследовать школьница Катя, чей отец уверен, что Широков сам провоцирует девушку.
Максим Глушков не оставляет попыток разобраться в делах Левкоевой и Алисы, однако сам может делать только то, что ему разрешает Борис Маркович. Лена узнаёт подробности о прошлом Глеба и понимает, чтo что-то упускает в своём расследовании, однако Ольховский требует, чтобы она оставила попытки заниматься поисками виновных. Он делает ей предложение и предлагает уехать из страны.

### Сезон 3 (2021)
Прошло три месяца с того момента, как Лена сбежала от Глеба в аэропорту. Теперь Лена и Глеб живут каждый своей жизнью. Лена — куратор галереи, которую возглавляет Дарья Смирнова, получившая широкую известность после выпуска картин Асфари, благодаря финансовой поддержке Глеба Ольховского — её нового любовника. У него же, дела обстоят отнюдь не хорошо. После того, как влиятельный Павел Иванович Чистяков отобрал у Глеба компанию, а любимая женщина сбежала, он решает вернуть всё то, что ему принадлежало ещё так недавно.
Игорь и Мила разводятся и каждый начинает жить так, как он хотел все годы в браке. Мила выгоняет Игоря из дома и готовится к свадьбе с её избранником — актёром Кириллом Сомовым. Но, таинственным образом, своего экс-любовника она находит в ванной с порезанными венами. Налицо — самоубийство. Но, следствие считает это заказными убийством, когда в Интернете «всплывает» видео, как Игорь Долгачёв жестоко угрожает актёру на съёмочной площадке. За это Игоря снимают с должности. Тогда Игорь решает вступить в компанию Чистякова по созданию кластера «Технопарк». Но и там его ждёт отказ. Чистякову он там ни к месту, ведь сам он «метит» на место Иннокентия Михайловича — начальника Игоря и крёстного Милы. Игорь понимает, что никому не нужен и начинает посещать сеансы психолога Эммы — подруги Милы.
Начинаются съёмки фильма «Первая нелюбовь» по книге Алексея Широкова. Режиссёром выступает Дарюс. Продюсер картины — Людмила Долгачёва. А в главных ролях: Карина Штерн, Екатерина Матвеева, играющая саму себя, и Кирилл Сомов, которого после смерти заменяют на нового актёра Антона.
Каждый из актёров, помимо съёмок, живёт своей жизнью. Карина — верная и покорная супруга Павла Чистякова, который спонсирует съёмки. Екатерина подрабатывает в сфере вебкам и оказывает индивидуальные эскорт-услуги для тех, кто больше платит.
Елена Широкова становится куратором кластера «Технопарк». В её обязанности входит непосредственное сотрудничество с Глебом. Бывшие возлюбленные не смогли пережить расставание и снова начинают отношения. Они живут вместе и работают на одной работе. Глеб же настоятельно просит Елену уйти с должности и заниматься только галереей, в которой она теперь за главную. Даша улетела в Нью-Йорк устраивать выставку картин Асфари. Глеб сообщает Лене, что он собирается вернуть компанию, поэтому сейчас всех сотрудников ждут не самые лучшие времена. Лена не может покинуть данную должность, ведь уже два года она работает на прокуратуру, чтобы добыть компромат по делу с наркотиками в фонде Алисы, и теперь докладывает обо всех изменениях в компании сотруднику прокуратуры Фёдору Квитко. После успешного выполнения задания Елена получит высокую должность в МВД. Но её главное условие — невиновность Глеба.
Максим Глушков работает на Чистякова и обменивается всей информацией с Ольгой Крутовой. Она устала работать на Чистякова и выполнять все поручения, только потому что тот шантажирует её записями прошлого. Она хочет стать свободной. Всё что нужно для этого — архив Филиппа Краснова, который находится в сейфе Чистякова и нужен почти всем.
Начинается война за архив Фила. Ведь в нём не только откровенные видео эротического характера, но и много компромата на очень влиятельных людей.
В конце концов Чистяков и Эрнест решают все свои дела мирно, и обмениваются. Лена отказалась от высокой должности, что в то же время повышают по должности Фёдора Квитко.
Ольга улетает в другую страну, получив свой компромат.

### Сезон 4 (2023)
События разворачиваются спустя три года после окончания третьего сезона. «Белая вечеринка» на петербургском форуме собирает в своих стенах давних знакомых. В их жизни многое поменялось: Катя стала женой Чистякова и пробилась во власть, став депутатом, Карина Штерн вышла замуж за влиятельного бизнесмена и мецената восточного происхождения. Мила наслаждается свободной жизнью в качестве владельца медицинской клиники, режиссёр Дарюс готовится к съёмкам нового фильма… Томное течение вечера прерывает насильственная смерть бывшего мужа Карины Штерн Павла Чистякова от удара золотой вилкой в горло.
За дело об убийстве влиятельного чиновника и бизнесмена берётся майор ФСБ по борьбе с контрабандой Владислав Войтовский, расследующий дело Чистякова и его причастность к наркотрафику. Вместе с Владиславом работает Лена, до сих пор служащая в полиции под прикрытием и воспитывающая двухлетнего сына от Глеба, которого выпустили из тюрьмы взамен на информацию о делах Чистякова в помощь следствию. Так же, со стороны правоохранительных органов работает сотрудник Интерпола — Стивен, напарник Елены и Влада.
Выясняется, что Чистяков последние годы работал с химиками, разрабатывая новый синтетический наркотик «Альфа», и пришёл на вечеринку, чтобы передать пробный экземпляр заказчику. Содержимое находится в специальном футляре — металлической «Матрёшке». Во время убийства Чистякова, «Матрёшка» выкатывается и попадает в руки Ольги Крутовой. Поняв, что это за ценная вещь, она начинает свою игру — продать её как можно дороже, ведь это стоит миллионы.
Другая сторона, ищущая «Матрёшку» — влиятельная бизнесвумен Санкт-Петербурга Илона Вагнер, которая просит своего друга, начальника Влада — Юрия Павловича помочь найти для неё ценную вещь.
Понимая всю ситуацию, Ольга добывает нужную информацию о действиях Илоны от её девушки — Аниты, бывшей девушки Филиппа Краснова и ныне возлюбленной и любовницы Ольги.
Пока одни ищут матрёшку и жаждут деньгами, другие гости вечеринки заняты своей жизнью: Карина безуспешно пытается забеременеть от своего мужа, Елена Широкова пытается примириться с бывшим возлюбленным и отцом её младшего сына Глебом Ольховским, вдова Чистякова Катя, не получив наследство, — получить его во что бы то ни стало, а галеристки Диана и Зоя Наумовна — продать партию поддельных картин и заработать много денег, не без помощи Ольги Крутовой…
В финале истории выясняется, что Стивен не сотрудник Интерпола, а Европейский наркодилер и именно с ним должна была состояться встреча Вагнер на вечеринке. Думая, что «Матрёшку» забрала Елена Широкова, он похищает её младшего сына и требует вернуть ценную вещь ему. У Елены же её нет и она просит помощи у Ильи Лагутина — партнёра и любовника Ольги Крутовой. Тот, в свою очередь находит «Матрёшку» у них дома, но не успевает передать Елене — её убивает Стивен на глазах у ребёнка. Перед смертью Елена признаётся Стивену, что именно она убила Чистякова — это была самооборона, тот, встретив её на вечеринке начал разговор в грубой форме, а после начал угрожать той самой вилкой.
На место убийства Елены приезжает Влад. Поняв, что это дело рук Стивена, он передаёт всю информацию Илье. Илья спасает Ольгу Крутову из заложников Илоны Вагнер (та держала её чтобы узнать информацию о «Матрёшке» и отомстить за измену Аниты с ней), а после Ольга идёт на сделку со Стивеном, продавать «Матрёшку». Происходящее контролируют Влад и Илья. Стивен передаёт рюкзак с деньгами Ольге и направляет на неё пистолет. В него стреляет Влад. Стивен убивает его. На место прибывает напарник Влада — Гамлет. Тот убивает Стивена и забирает «матрёшку». Ольга и Илья забирают деньги и уезжают из России. Перед этим Илья обманывает Милу, возвращая деньги, которые она украла у его отца. Зоя Наумовна со своим мужчиной и Диана, заработав миллионы на продаже поддельных картин, уезжают вслед за ними. Муж Карины, Хамид, признаётся, что он бесплоден. Карина принимает его таким, какой он есть и они уезжают домой в Турцию. Дарюс снимает успешный фильм и едет в Канны.
После убийства Елены Широковой, её старший сын Дмитрий передаёт младшего брата Глеба его отцу — Глебу Ольховскому. Тот погружается в отцовскую жизнь, любит и заботится о своём сыне.

## Персонажи

### В главных ролях
| Актёр                                                                      | Роль |
| -------------------------------------------------------------------------- | --- |
| Дарья Мороз                                                                | Лена (Елена) Анатольевна Широкова † 35 лет, сотрудница уголовного розыска Отдела МВД России по району Замоскворечье города Москвы (первый сезон), куратор галереи Даши (второй сезон), куратор кластера (третий сезон), бывшая любовница Максима Глушкова, бывшая невеста Глеба Ольховского, мать Дмитрия Широкова и Глеба. Убита Стивеном в 31 серии |
| Марина Зудина                                                              | Людмила (Мила) Петровна Долгачёва 45 лет, жена Игоря, любовница (первый-второй сезоны), затем невеста (третий сезон) Кирилла Сомова, любовница Алекса (четвёртый сезон), крестница Иннокентия Михайловича, председатель федерального управления (22-24 серии). Владелица модной клиники в Санкт-Петербурге (четвёртый сезон)                          |
| Владимир Мишуков                                                           | Глеб Витальевич Ольховский 45 лет, девелопер (первый-второй сезоны), младший бизнес-партнёр в компании Чистякова (третий сезон), главный подрядчик проекта «Осознанное поколение» (четвёртый сезон). Муж Алисы (первый сезон), бывший жених Лены, биологический отец Глеба                                                                            |
| Сабина Ахмедова                                                            | Карина Штерн (Аббс) 32 года, светская львица, певица, актриса, близкая подруга Алисы, с первой серии второго сезона — лицо благотворительного фонда Алисы, любовница (второй сезон), жена Чистякова (третий сезон), жена Хамида Аббса (четвёртый сезон)                                                                                               |
| Александра Ребенок                                                         | Ольга Крутова 33 года, частный детектив, профессиональный фотограф, психолог. С четвёртого сезона — совладелица ресторана в Санкт-Петербурге и «New Art Gallery», деловая партнёрша Ильи Лагутина |
| Александра Ревенко                                                         | Катя (Екатерина) Матвеева (в замужестве — Чистякова) 17 лет, ученица одиннадцатого класса (первый сезон), актриса, элитная проститутка, вебкам-модель (третий сезон), была влюблена в Алексея, любовница (третий сезон), затем жена и вдова Чистякова (с 25 серии), депутат (четвёртый сезон)                                                         |
| Софья Эрнст (первый–третий сезоны)                                         | Даша (Дарья) Юрьевна Смирнова 23 года, школьная подруга Марины из Саратова, бывшая любовница Игоря и Глеба. В семнадцатой серии улетела в Нью-Йорк создавать выставку картин Асфари, в 24 серии уехала обратно в Саратов |
| Сергей Бурунов (первый–третий сезоны)                                      | Игорь Дмитриевич Долгачёв 45 лет, председатель федерального управления (до 22 серии), муж Милы, любовник Марины, бывший любовник Даши, в 23 серии уехал из Москвы |
| Александр Збруев (первый сезон)                                            | Пётр Сергеевич † 70 лет, отец Милы, занимает высокую должность в правительстве, в прошлом разведчик. Умер в шестнадцатой серии |
| Ольга Сутулова (первый–третий сезоны)                                      | Алиса Евгеньевна Ольховская † 35 лет, светская львица, жена Глеба, владелица благотворительного фонда, любовница Никиты. Убита Глебом Ольховским в седьмой серии. После своей смерти является некоторым людям призраком |
| Александр Кузнецов (первый–второй сезоны)                                  | Кир (Кирилл) Сомов † 25 лет, начинающий актёр, любовник Алисы, Марины и Людмилы. В третьем сезоне был убит режиссёром Дарюсом под видом самоубийства |
| Пётр Скворцов (первый–третий сезоны)                                       | Максим Глушков 28 лет, старший лейтенант уголовного розыска Отдела МВД России по району Замоскворечье города Москвы (первый–третий сезон), начальник Отдела МВД России по району Замоскворечье города Москвы (с 23 серии), коллега и бывший любовник Лены                                                                                             |
| Леонид Бичевин (первый–третий сезоны)                                      | Никита Лисин † 30 лет, юрист, правая рука Глеба, муж Ульяны, любовник Алисы. Погиб с женой в автокатастрофе, подстроенной людьми Павла Чистякова |
| Ирина Старшенбаум (первый–второй сезоны)                                   | Ульяна Валерьевна Лисина † 25 лет, жена Никиты. Погибла с мужем в автокатастрофе, подстроенной людьми Павла Чистякова |
| Семён Штейнберг (первый–третий сезоны)                                     | Алексей Игоревич Широков 35 лет, бывший муж Лены, преподаватель русского языка и литературы в школе (первая-шестая серии и с 24 серии), автор книги «Первая нелюбовь» (второй сезон), автор сценария и шоураннер фильма (третий сезон) |
| Сергей Чонишвили (первый–второй, четвёртый сезоны)                         | Сергей Альбертович Матвеев отец Кати Матвеевой, муж Снежаны |
| Игорь Гордин (первый–третий сезоны)                                        | Борис Маркович † начальник отдела МВД России по району Замоскворечье города Москвы, начальник Лены и Макса, приятель Игоря. Скончался от сердечного приступа в 23 серии |
| Маруся Фомина (первая серия первого сезона, восьмая серия третьего сезона) | Марина Левкоева † 23 года, любовница Игоря и Кирилла. Убита водителем Игоря в первой серии |
| Игорь Титов (первая–пятая серии первого сезона)                            | Борис Смирнов † 23 года, дворовый хулиган, муж Даши. Погиб в результате самоубийства в пятой серии |
| Александр Воробьёв (первый–второй сезоны)                                  | Сергей † личный водитель Игоря, бывший снайпер, прошёл Афган. Умер в период между вторым и третьим сезонами |
| Игорь Штернберг (третий сезон)                                             | Олег личный водитель Игоря |
| Владимир Храбров (первый–второй сезоны)                                    | Анатолий Васильевич отец Лены |
| Любовь Аксёнова (второй сезон)                                             | Наталья Полякова девушка Алексея Широкова, издатель книг |
| Игорь Миркурбанов (второй–четвёртый сезоны)                                | Дарюс режиссёр фильмов «Патриоты» (второй сезон) и «Первая нелюбовь» (третий сезон), бывший любовник Антона (третий сезон), любовник Костика (четвёртый сезон) |
| Один Байрон (второй сезон)                                                 | Василий продюсер фильма «Патриоты» |
| Юрий Чурсин (второй–третий сезоны)                                         | Филипп Краснов † друг Глеба из Швейцарии, управляющий клиникой пластической хирургии. Убит в девятая серии людьми Павла Чистякова под видом автомобильной аварии |
| Виктор Вержбицкий (второй–третий сезоны)                                   | Иннокентий Михайлович Мещерский (дядя Кеша) † начальник Игоря, друг Петра Сергеевича, крёстный Людмилы Долгачёвой. Скончался в период между третьим и четвёртым сезонами |
| Константин Лавроненко (второй–четвёртый сезоны)                            | Павел Иванович Чистяков † любовник (второй сезон), муж Карины Штерн (третий сезон), любовник (третий сезон), муж Кати Матвеевой (четвёртый сезон). Убит Еленой Широковой на «Белой вечеринке» в 25 серии |
| Виктория Толстоганова (третий сезон)                                       | Эмма психотерапевт Игоря и Людмилы Долгачёвых |
| Сергей Гилёв (третий сезон)                                                | Фёдор Валерьевич Квитко следователь из прокуратуры |
| Владимир Майзингер (третий сезон)                                          | Эрнест Романович влиятельный чиновник |
| Дмитрий Куличков (третий–четвёртый сезоны)                                 | Юрий Шухнин юрист Чистякова (третий сезон), юрист проекта «Осознанное поколение» (четвёртый сезон), адвокат Ольховского (четвёртый сезон) |
| Светлана Устинова (третий сезон)                                           | Маша (Мария) Сомова журналистка, сестра Кирилла Сомова |
| Александр Горбатов (третий–четвёртый сезоны)                               | Илья Иннокентьевич Лагутин сын Иннокентия Михайловича. Специалист по нестандартным вопросам (третий сезон), деловой партнёр Ольги Крутовой, совладелец ресторана и «New Art Gallery» в Санкт-Петербурге (четвёртый сезон) |
| Дженгиз Джошкун (четвёртый сезон)                                          | Хамид Аббс богатый инвестор и предприниматель из Турции, соучредитель проекта «Осознанное поколение», муж певицы и актрисы Карины Штерн |
| Никита Ефремов (четвёртый сезон)                                           | Аркадий Петрович Булавкин глава таможенного управления. Арестован в 32 серии |
| Нелли Уварова (четвёртый сезон)                                            | Илона Вагнер вдова Сергея Вагнера, соучредитель и инвестор проекта «Осознанное поколение», доминантка |
| Стив Виндольф (четвёртый сезон)                                            | Стивен Рот † финансовый аналитик Павла Чистякова, представитель Интерпола под прикрытием, наркодилер. Убит Гамлетом в 32 серии |
| Полина Сидихина (четвёртый сезон)                                          | Диана Искрицкая специалист в разных областях искусства, управляющая «New Art Gallery», мошенница |
| Сергей Горошко (четвёртый сезон)                                           | Владислав Сергеевич Войтовский † старший оперуполномоченный отдела по борьбе с контрабандой и незаконным оборотом наркотиков управления ФСБ. Убит Стивеном в 32 серии |
| Иван Мулин (четвёртый сезон)                                               | Алекс фитнес-тренер, любовник Милы. Заражён ВИЧ |
| Гладстон Махиб (четвёртый сезон)                                           | Костик актёр, любовник Дарюса |
| Ангелина Пахомова (четвёртый сезон)                                        | Анита бывшая девушка Филиппа Краснова, любовница Илоны, девушка Гамлета (с 32 серии) |
| Наталья Рогожкина (четвёртый сезон)                                        | Мария мэр Санкт-Петербурга |
| Иван Евтович (четвёртый сезон)                                             | Кристиансен правая рука Хамида Аббса |

### В ролях
| Актёр                                                                       | Роль |
| --------------------------------------------------------------------------- | --- |
| Роза Хайруллина                                                             | Зоя Наумовна руководитель краеведческого музея в Саратове и начальница Даши (первый-четвёртый сезоны), главный искусствовед «New Art Gallery» и начальница Дианы (четвёртый сезон) |
| Артём Кошман                                                                | Димка (Дмитрий) Алексеевич Широков сын Лены и Алексея, брат Глеба-младшего |
| Кирилл Власов (первый-третий сезоны)                                        | Власов оперативник |
| Григорий Верник                                                             | Гриша сын Игоря и Людмилы |
| Юлия Бурлова (первый-третий сезоны)                                         | дочь Игоря и Людмилы |
| Александра Киселёва (четвёртый сезон)                                       | дочь Игоря и Людмилы |
| Александр Молочников (вторая серия второго сезона, третий сезон)            | Антон актёр |
| Константин Богомолов (пятая, шестая, восьмая серии первого сезона)          | Семён судмедэксперт |
| Вадим Верник (первая серия первого сезона, четвёртая серия третьего сезона) | аукционист (первый сезон), ведущий церемонии (третий сезон) |
| Ксения Собчак (четвёртая серия первого сезона)                              | Ксения главный редактор журнала |
| Анастасия Сапожникова                                                       | мать Ульяны |
| Михаил Асанкин                                                              | Валерий отец Ульяны |
| Елизавета Шакира                                                            | мачеха Кати |
| Вячеслав Манучаров (шестая серия первого сезона)                            | ведущий ток-шоу «Судя по всему» |
| Ирина Сосновая                                                              | продюсер |
| Сергей Борисов                                                              | Фосов |
| Надежда Оболенцева                                                          | администратор |
| Илья Дель                                                                   | друг Бориса |
| Артём Соколов                                                               | адвокат |
| Павел Ващилин (первая серия первого сезона)                                 | распорядитель |
| Евгений Перевалов                                                           | архитектор |
| Андрей Фомин                                                                | полицейский |
| Светлана Бондарчук (первая серия первого сезона)                            | камео |
| Ольга Макеева (второй, четвёртый сезоны)                                    | гримёр Светлана (второй сезон) / Соня (четвёртый сезон) |
| Сергей Епишев (четвёртая и седьмая серии второго сезона)                    | Виктор Александрович патологоанатом |
| Игорь Верник (восьмая серия второго сезона)                                 | Юрий юрист Чистякова |
| Нина Гребешкова (восьмая серия второго сезона)                              | бабушка |
| Юлия Хамитова (пятая серия первого сезона)                                  | школьный секретарь |
| Глеб Калюжный (первая серия третьего сезона)                                | певец в клубе |
| Андрей Мостовой (первая и восьмая серии четвёртого сезона)                  | Мостовой |
| Эллина Бандеева                                                             | проститутка-эскортница |

## Саундтрек
| Исполнитель                                                          | Название композиции     |
| -------------------------------------------------------------------- | ----------------------- |
| Kovacs                                                               | My Love                 |
| ROZHDEN                                                              | Знаешь                  |
| Tim Aminov feat. Pete Josef                                          | One Lone Survivor       |
| Хью Лори                                                             | The Weed Smoker’s Dream |
| Dick Walter                                                          | The Money Song          |
| Danny Farrant & Paul Rawson                                          | In the Pines            |
| Ziggy Sullivin                                                       | Back to Sorrow          |
| Nicholas Hill & Nuala Bennett-Wilford & Glenn Herweijer & Ben Sumner | You Were the One        |
| Сабина Ахмедова                                                      | Позови меня с собой     |
| Гаэтано Доницетти                                                    | Una Furtiva Lagrima     |
| Антон Восьмой, 8 Tripping Horses                                     | Radioheart              |
| Иван Канаев, Ирина Сосновая                                          | Не лги                  |
| Kamal David Kamruddin                                                | Cave                    |
| Geoffrey Peter Gascoyne                                              | Dorothy                 |
| J. P. Dix, S. J. Collins, M. Bolano, M. Day                          | The Hustle              |
| Gerard Gueudin, Letizia Morelli                                      | Time for Love           |
| V. Ferraro, E. Jaye, E. Taylor, J. Gibb                              | Deja Vu                 |
| Deep Sounds                                                          | Wrap me in dreams       |
| M. Ferrari, M. Hirt                                                  | Go down Moses           |
| B. J. Lamdin, R. Vosloo                                              | Lovers and fighters     |
| N. M. Hill, G. H. Ben Sumner                                         | Silver                  |
| Geoffrey Peter Gascoyne                                              | I will love you         |
| Breathe                                                              | Are You All Good        |
| Erik Mikkelsen                                                       | Deep vibes              |
| Денис Воронцов                                                       | Tenis                   |
| Geoffrey Peter Gascoyne                                              | The great depression    |
| Tesla Boy                                                            | Проспект                |

## Список сезонов
| Сезон | Сезон | Серии | Период трансляции             |
| ----- | ----- | ----- | ----------------------------- |
|       | 1     | 8     | 7 марта — 18 апреля 2019 года |
|       | 2     | 8     | 30 января – 19 марта 2020     |
|       | 3     | 8     | 10 июня – 29 июля 2021        |
|       | 4     | 8     | 16 февраля – 6 апреля 2023    |

## Мнения о сериале
Сериал получил неоднозначные оценки телекритиков и журналистов.
- Алина Бавина, «Вокруг ТВ»:

Сериал «Содержанки» — он не про каких-то там людей из голливудского кино, а про нашу реальность. И в этом его сила. Если показывают обычного следователя, то она живёт в весьма скромной квартире, в которой действительно живут в России, а не в каком-то там лофте, как любят показывать в отечественных сериалах. Интерьеры в том числе работают на контрасте и создают ту самую документальность, к которой стремился режиссёр. Все рестораны и бары, которые показаны в сериале, это реальные модные места светской тусовки
- Илья Васильев, Газета.ru:

Богомолов снял тусклую имитацию софткора, проигрывающую даже самому софткору (не то чтобы претендующему на художественную ценность) по всем основным параметрам. Почти целый час персонажи «Содержанок» с неизменно картонными лицами обмениваются картонными репликами, в перерывах занимаясь друг с другом довольно унылым и однообразным сексом. Вытерпев первые две-три постельные сцены, последующие можно смело прощёлкивать — сериал от этого не потеряет ровным счётом ничего
- Ярослав Забалуев, Москвич Mag:

Конечно, светская Москва — это не линчевский Твин Пикс, но оказывается, что на неё тоже можно посмотреть как на город, раствориться и пропасть в котором не только страшно, но и довольно увлекательно
- Spletnik.ru:

Сознательно ли автор сделал своих героев такими бездушными и такими отталкивающими или, наоборот, должно было получиться иначе, но и в итоге симпатизировать не выходит никому. И, честно говоря, почти никому ещё и не веришь (и речь даже не про некоторые откровенно слабые актёрские работы): просто перед нами как будто бы не люди, а роботы, сопереживать которым очень сложно
- Денис Катаев, телеканал «Дождь»:

Это такой действительно очень свежий и необычный для российских сериалов продукт, очень откровенный рассказ, история о светской Москве, о героях журнала Tatler, я бы даже так сказал, и всех, кто с ними связан в мире больших денег, дорогих ресторанов, элитных фитнес-клубов, благотворительных вечеров, аукционов и конечно же в мире содержанок тех же самых и тех, кто их содержит, например, даже чиновников из различных федеральных агентств. В общем, такая, как всегда, провокация от Константина Богомолова
- Александр Горбунов, Plugged In:

Киносериал представляет собой этакое подобие реалити-шоу «Дом-2», которое может длиться бесконечное множество сезонов. В нём никто и никого не обличает, не стремится измениться и извлечь из жизни хоть какие-то для себя уроки
- Маша Токмашева, Кино-театр.ру:

Сцена скромных по меркам светской Москвы похорон оказывается на уровень выше всего сериала. Правда, и она не дожата — хотелось бы увидеть в ней всех героев светской Москвы, с соболезнованиями не только выраженных главному персонажу, но и всему сериалу, который зачем-то продлили на второй сезон
- Егор Москвитин, «Кинопоиск»:

Замах разом и на «Большую маленькую ложь», и на «Рэя Донована», и на «Секс в большом городе». Звёзд в сериале задействовано больше, чем в «Старых песнях о главном»
- Максим Сухагузов, Афиша Daily:

Богомолов и в сериальном формате тоже ничего не стесняется, делая провокационный триллер. Секс-сцены снимаются как во всех современных западных сериалах: внимательно, телесно, человечно
- Анна Храмцова, «Metro»:

История о жёстких нравах светской Москвы, жёстко снятая в жанре эротического триллера. Создали его для показа исключительно на видеосервисе START. И отсутствие каких-то телевизионных рамок развязало руки Богомолову.